# Myagrum perfoliatum
Myagre perfolié
Espèce
Synonymes
- Cakile perfoliata (L.) L'Hér. ex DC., 1821[2]
- Crucifera myagrum (L.) E.H.L.Krause, 1902[2],[3]
- Myagrum amplexicaule Moench, 1794[2],[3]
- Myagrum littorale Scop., 1772[2],[3]
- Rapistrum perfoliatum (L.) Bergeret, 1786[2],[3]

Myagrum perfoliatum, en français Myagre perfolié, est une espèce de plantes à fleurs annuelle de la famille des Brassicaceae. C'est la seule espèce reconnue du genre Myagrum.

## Description

Illustration botanique.

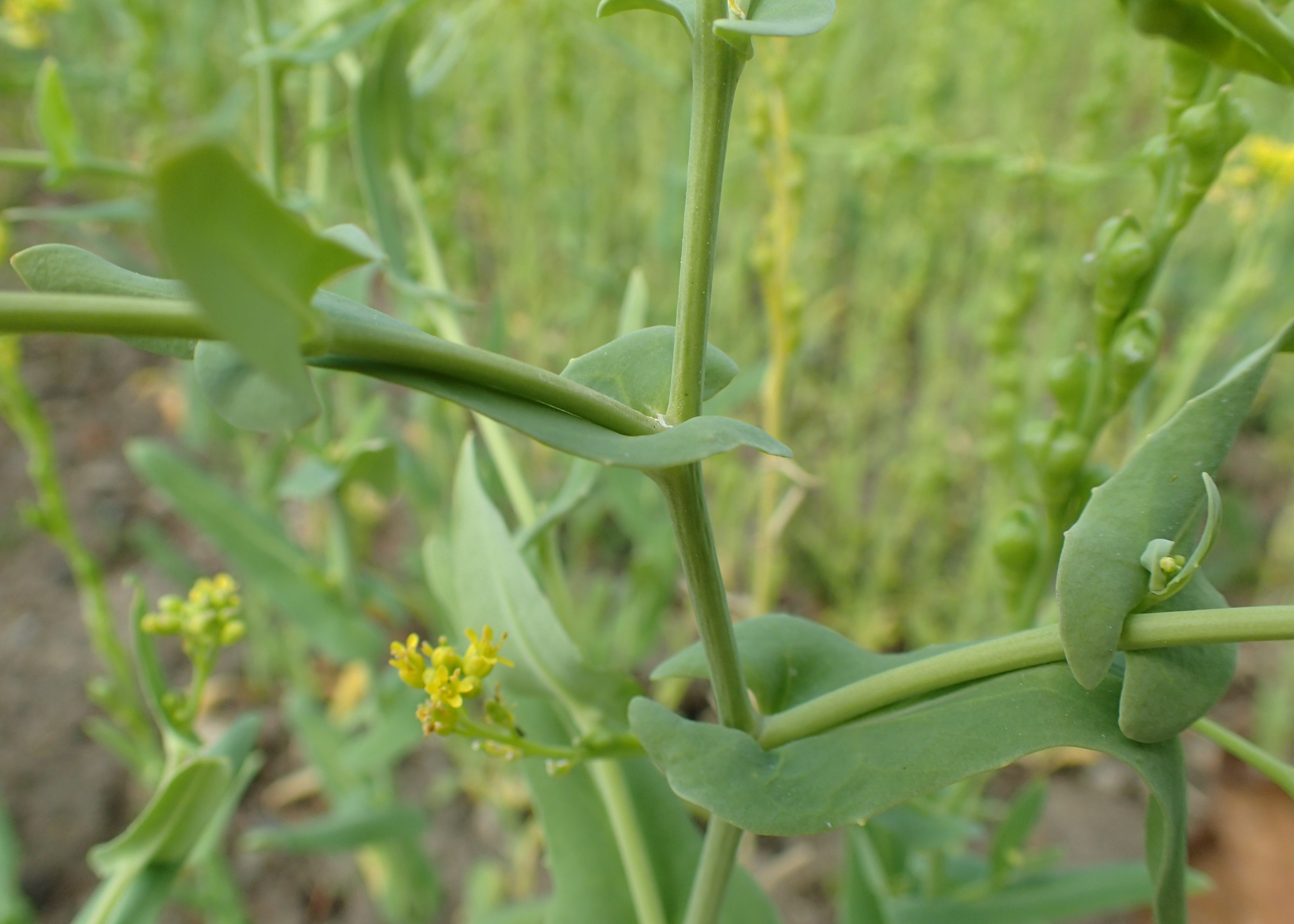
Détail de la tige et des feuilles, avec les fleurs jaunes visibles.

C'est une plante annuelle de 20 à 80 cm de hauteur, dressée, souvent ramifiée au sommet. Les feuilles sont entières ou lobées, les caulinaires à oreillettes développées, entièrement glabres et glauques. L'inflorescence forme une panicule terminale en grappes allongées. Les fleurs ont des pétales jaunes de 3 à 5 mm de long. Les silicules sont renflées et ridées sous le sommet. La floraison a lieu de Mai à Juillet.

## Habitat et écologie
La plante aime la lumière, les milieux plutôt sec et les sols calcaires. On la rencontre dans les champs et les moissons.

## Répartition
Elle a pour aire de répartition l'Europe. Elle est présente à l'Est jusqu'en Iran. Elle a été introduite en Australie et au Texas.

## Menaces et conservation
L'espèce est inscrite sur la Liste rouge de la flore vasculaire de France métropolitaine avec le statut NA (Non Applicable). Elle est classée « en danger critique d'extinction » (CR) en Bourgogne et « en danger » (EN) en Auvergne, Limousin et Poitou-Charentes.